# Carla Humphrey
Carla Humphrey (ur. 15 grudnia 1996 w Brampton) – angielska piłkarka występująca na pozycji pomocniczki w angielskim klubie Charlton Athletic. Wychowanka Arsenalu, w trakcie swojej kariery grała także w takich zespołach, jak Doncaster Rovers Belles oraz Bristol City. Młodzieżowa reprezentantka Anglii.